# Mosnac-Saint-Simeux
Mosnac-Saint-Simeux község Franciaország Új-Aquitania régiójában, Charente megyében. Új községként 2021. január 1-jén jött létre két korábbi község: Mosnac és Saint-Simeux egyesítésével. Lakosainak száma 967 fő (2022. január 1.).

## Népesség
| Lakosok száma | 1026 | 1004 | 1002 | 985  | 967  |
|               | 2018 | 2019 | 2020 | 2021 | 2022 |